# 崔源益
崔 源益（チェ・ウォニク、朝鮮語: 최원익/崔源益、1929年 - 2001年6月9日）は、朝鮮民主主義人民共和国の政治家、法曹。水産相、副首相、中央裁判所長、第5・6・9・10期最高人民会議代議員、江原道党責任書記。
崔 元益（読み、ハングルともに同じ/崔元益）とも表記される。

## 経歴
崔春国の長男だとされている。民族保衛省副相、水産相、党中央委員会委員、副首相、民族保衛省総政治局部長、咸鏡南道人民委員会副委員長・常任副委員長、中央裁判所長、最高人民会議法制委員会委員、江原道責任書記などを務めた。2001年に死去。